# Математические резервы
Математические резервы, теоретические резервы — денежные средства страховщика, полученные в качестве страховой премии, и предназначенные для выполнения своих обязательств по договору страхования перед страхователем.

## Сущность математических резервов
Возникновение математических резервов обусловлено существованием в страховании обратного («перевёрнутого») экономического цикла и выравниванием премий по некоторым договорам (в частности, по страхованию на случай смерти). При перевёрнутом экономическом цикле в отличие от прямого стоимость услуги оплачивается в начале действия договора в обмен на обязательство страховщика выплатить страховое возмещение в будущем при наступлении страхового случая. Как правило страховая премия вносится в первый период действия договора страхования, а выплаты происходят через несколько лет. Таким образом, получается, что страхователь выполнил свои финансовые обязательства, уплатив страховую премию согласно страхового тарифа, а страховщик имеет перед ним долг до окончания действия договора страхования.
В странах с развитым рынком страхования средний срок страхования жизни превышает 10 лет, поэтому
математические резервы, соответствующие обязательствам на такой длительный срок имеют более важное значение по сравнению с так называемыми рисковыми видами страхования, которые заключаются обычно на срок, не превышающий один год. Таким образом, в страховании жизни очень важным является создание адекватных математических резервов.
Необходимость создания резервов может быть вызвана также другими соображениями. Например, при долгосрочном страховании на случай смерти с ежегодной уплатой страховой премии её размер каждый год должен был бы увеличиваться для страхователя, так как с возрастом вероятность смерти увеличивается. Уплата увеличивающейся страховой премии привела бы к осознанию страхователями, что с течением времени растёт вероятность их смерти. Поэтому страховщик рассчитывает размер страхововой премии таким образом, чтобы она была неизменна в течение всего срока действия договора страхования. в результате получается, что в начальный период страховой тариф завышен, а в конечный период занижен. Завышенная в начальный период страховая премия представляет собой математические резервы страховщика по данному виду страхования.

## Расчёт математических резервов
Поскольку, как было показано выше, математические резервы отражают долг страховщика перед страхователем, то необходимо учитывать также и то обстоятельство, что эти обязательства носят вероятностный характер. Например, при страховании на случай смерти на длительный срок существует вероятность того, что застрахованный доживёт до окончания действия договора страхования. В этом случае обязательств выплаты со стороны страховщика нет. С другой стороны, в случае смерти застрахованного прекращается уплата страховой премии, что означает, что сумма поступивших на счёт страховщика премий также является случайной величиной. Таким образом, возникает необходимость определять вероятную (ожидаемую) стоимость будущих обязательств как страховщика, так и страхователя. Кроме того, поскольку стороны выполняют свои обязательства в разные моменты времени, то возникает эффект капитализации (получения инвестиционного дохода). Поэтому при расчётах приходится приводить их стоимость к одному моменту времени.
В общем виде математические резервы представляют собой разность между современной вероятной стоимостью будущих обязательств страховщика и современной вероятной стоимостью будущих обязательств страхователя. Такой метод название перспективного метода расчёта математических резервов:
Математические резервы = Современная вероятная стоимость будущих обязательств страховщика — Современная вероятная стоимость будущих обязательств страхователя
По существу процесс расчёта математических резервов по конкретному договору страхования по данному методу сводится к определению современных вероятных стоимостей будущих обязательств страховщика и страхователя на данный момент времени (как правило на конец отчётного периода) и вычислению их разностей. Для этого необходимо выбрать величину процентной ставки и таблицу смертности. Выбор этих значений для расчётов контролируется государственными органами страхового надзора соответствующей страны.
Наряду с перспективным подходом расчёта математических резервов существует ретроспективный (бухгалтерский) метод расчёта.